# Illes Medveji
Les illes Medveji, o illes dels óssos (iacut: Эhэлээх арылар; rus: Медве́жьи острова́, Medveji ostrovà) són un grup d'illes deshabitades a l'extrem occidental del golf de Kolimà, al mar de la Siberià oriental.

## Història
El primer europeu registrat que va informar de l'existència de les illes Medvèji va ser l'explorador rus Iàkov Permiakov l'any 1710. Mentre navegava des del riu Lena fins al riu Kolimà, Permiakov va observar la silueta d'un grup d'illes desconegut a l'aleshores poc explorat mar Sibèria Oriental.
El 1820-1824, durant l'expedició àrtica de Ferdinand von Wrangel al mar de la Sibèria oriental i al mar dels Txuktxis, l'explorador àrtic Fiódor Matiushkin va estudiar i mapejar l'illa de Txetiriokhstolbovoi al grup Medvèji.
El 3 de setembre de 1878, Adolf Erik Nordenskiöld va registrar que navegava prop d'aquest grup d'illes en el vaixell de vapor Vega. Aquest informe es va redactar durant la famosa expedició que va aconseuir navegar per primera vegada a la història la via del nord-est.
Les illes Medvèji també va ser explorades durant l'Expedició Hidrogràfica de l'Oceà Àrtic de 1910-1915.

## Geografia
Les illes Medvèji es troben a uns 100 quilòmetres al nord de la desembocadura del riu Kolimà. Formen part de les terres baixes de la Sibèria oriental. La costa de Sibèria es troba a uns 35 km al sud-oest de l'illa de Krestovski, la més gran de l'arxipèñag i que té uns 15 km de longitud.
El mar que envolta les illes Medvèji està cobert de gel fix a l'hivern i el clima hi és sever. El mar circumdant està obstruït pel gel fins i tot durant els mesos d'estiu. Hi ha pesca comercial a la zona de les illes durant l'estiu.

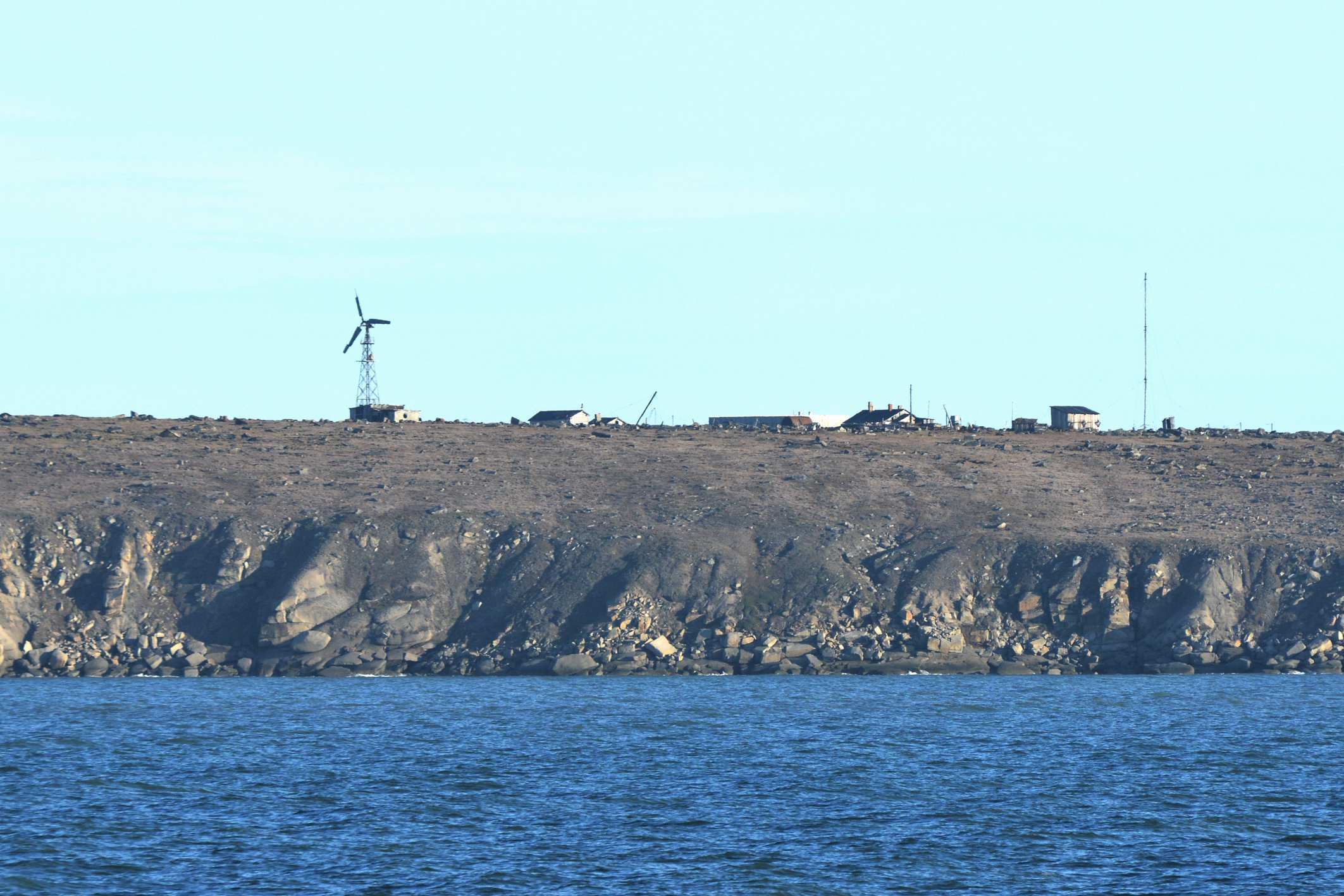
Estació polar a l'illa de Txetiriokhstolbovoi.

Aquest grup d'illes forma part del territori de la República de Sakhà de Rússia. Com el seu nom indica, aquestes illes són un refugi i un lloc de caça per als óssos polars.

## Illes
L'arxipèlag de les Medvèji està compost per sis illes: Krestovski, Leontiev, Puixkariov, Lissov, Andréiev i Txetiriokhstolbovoi, on hi ha una estació polar que es va inaugurar el 1933.
Les illes estan formades per granit apilat, argila i esquist, i estan cobertes majoritàriament de vegetació de tundra.

## Clima
El clima de les illes és polar marí. El permafrost, el gruix del qual arriba a diversos centenars de metres, cobreix completament l'arxipèlag. La descongelació del sòl a l'estiu varia de 0,3 i 0,7 a 1 metre. La coberta de neu es forma al setembre-octubre i es fon al juliol; la durada mitjana anual de permanència és de 250 dies, i l'alçada és d'uns 25 cm. No hi ha període sense gelades. En qualsevol moment de la temporada de creixement (quan es permet el creixement de plantes), que no dura més de 50-70 dies, són típiques les gelades nocturnes.
Al gener, la velocitat mitjana del vent és de 7-8 m/s, al juliol 6-7 m/s. La temperatura mitjana anual màxima és de −11,7 °C, i la mínima és de −15,6 °C.